# Ukunda
Ukunda est une ville du Kenya, située dans le comté de Kwale, en bordure de l'océan Indien et voisine de Diani Beach (en).

## Situation
Ukunda se trouve à une trentaine de kilomètres au sud de Mombasa sur la route A14 en direction de la frontière tanzanienne et de Dar es Salam.
À quelques kilomètres à l'est d'Ukunda, la plage Diani Beach (en) et la réserve marine Diani Chale Marine National Reserve sont une importante destination touristique.
Ukunda est desservi par un petit aéroport qui accueille des vols réguliers vers Nairobi et des charters.

## Population
La population d'Ukunda, estimée à 61 000 habitants en 2007, appartient à environ 16 tribus différentes venues de toutes les régions du pays, à la suite du développement touristique du littoral[réf. souhaitée].

## Galerie

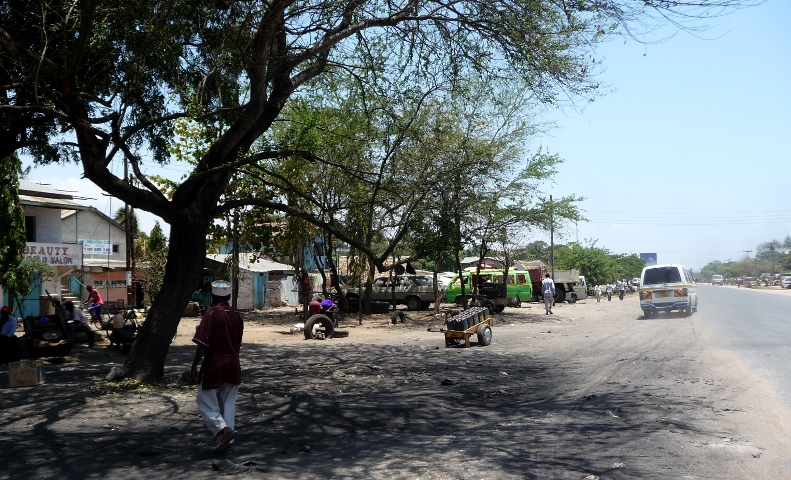
Route à Ukunda.
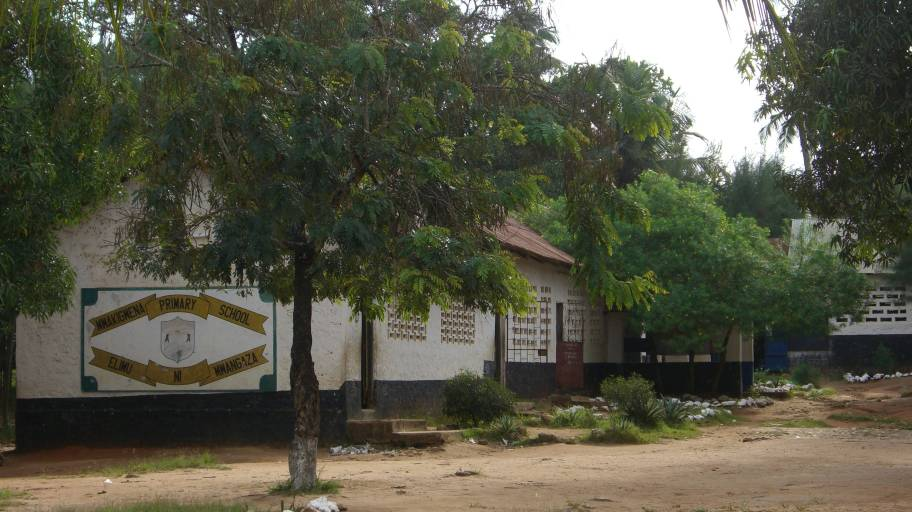
École primaire Mwakigwena.

Diani Beach
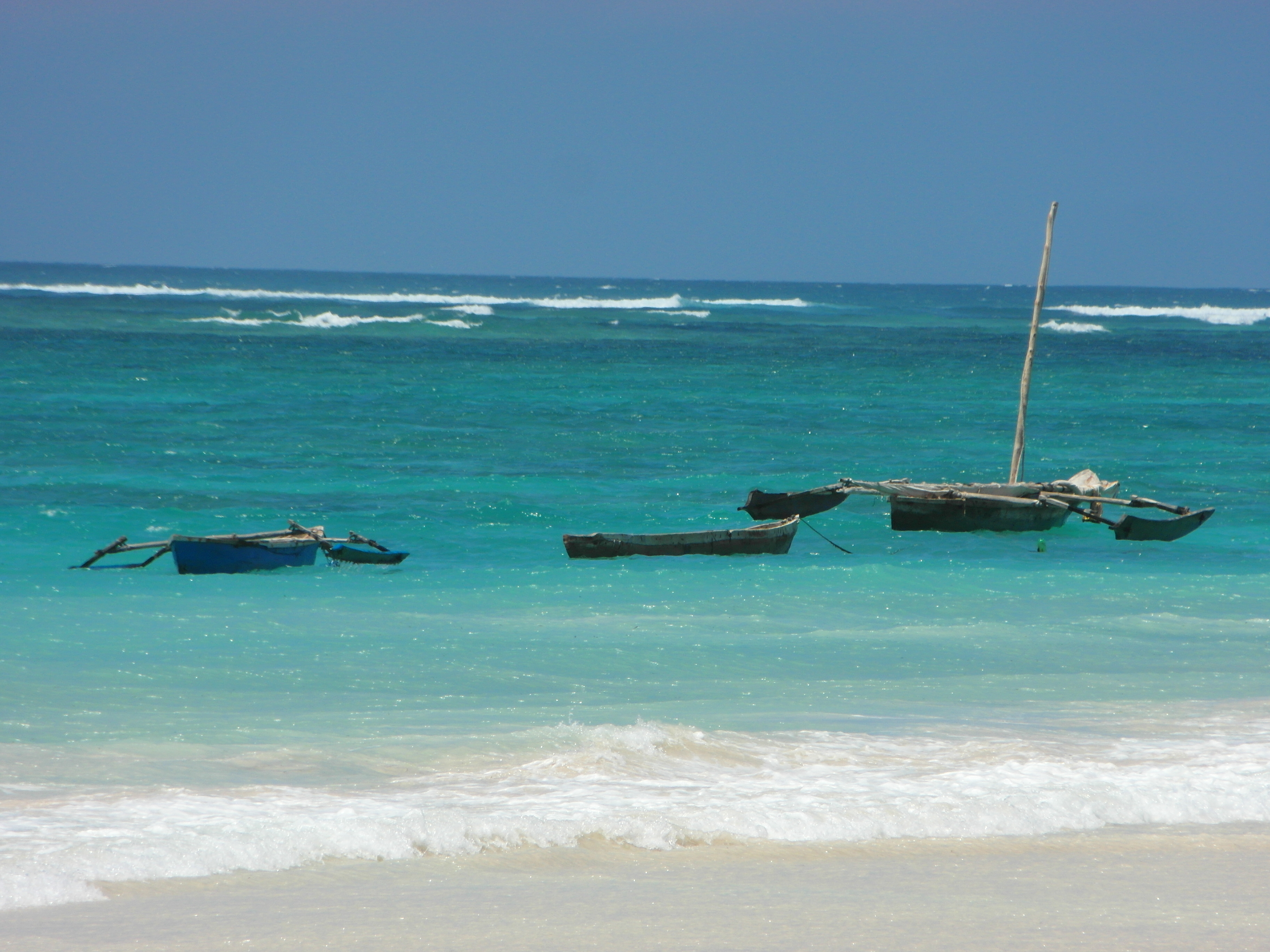
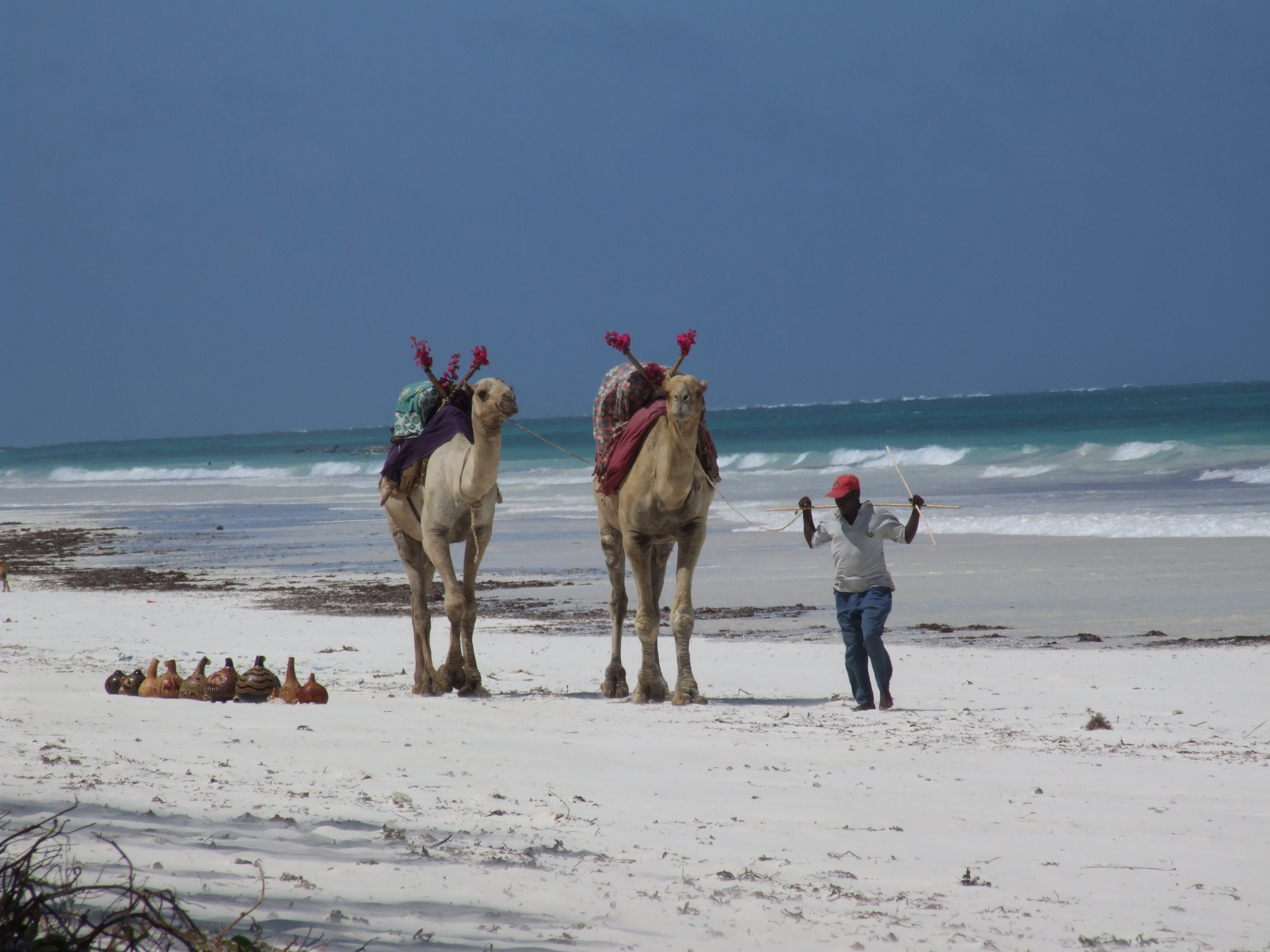
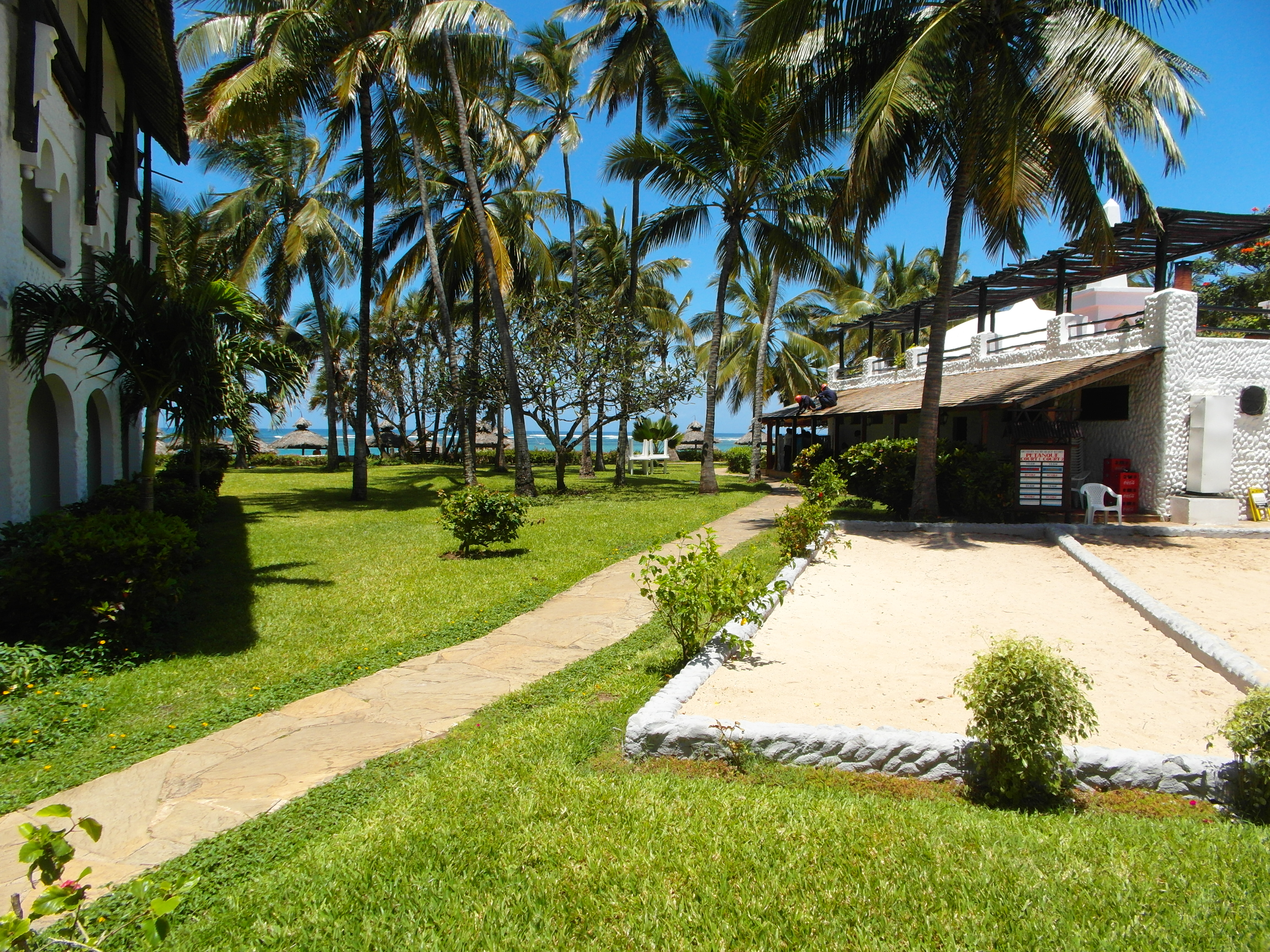
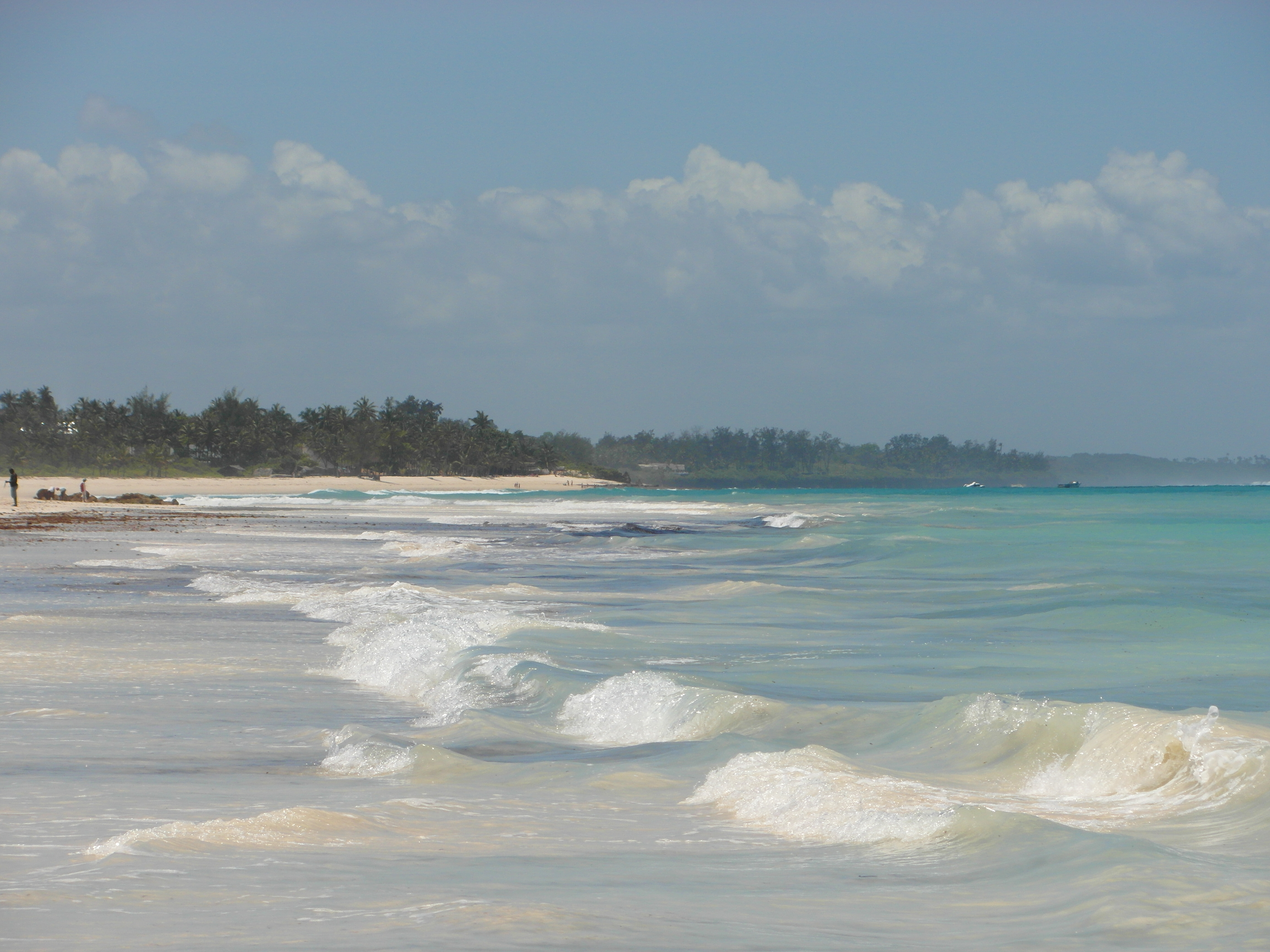